# Bourgnac

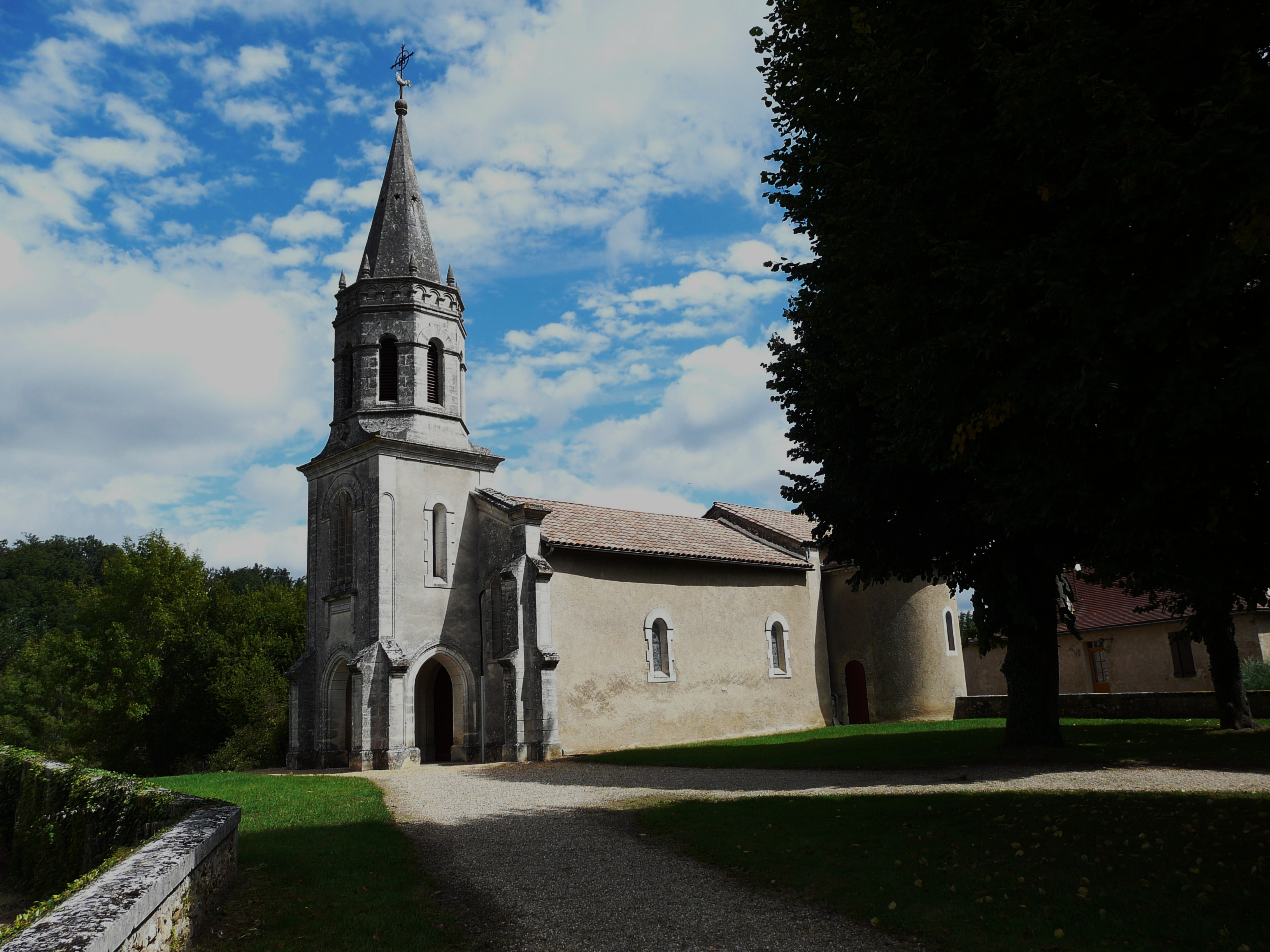
Kerk

Bourgnac is een gemeente in het Franse departement Dordogne (regio Nouvelle-Aquitaine) en telt 295 inwoners (1999). De plaats maakt deel uit van het arrondissement Périgueux.

## Geografie
De oppervlakte van Bourgnac bedraagt 9,0 km², de bevolkingsdichtheid is 32,8 inwoners per km².
De onderstaande kaart toont de ligging van Bourgnac met de belangrijkste infrastructuur en aangrenzende gemeenten.

## Demografie
Onderstaande figuur toont het verloop van het inwonertal (bron: INSEE-tellingen).